# Associazione Calcio Prato 1946-1947
Questa voce raccoglie le informazioni riguardanti l'Associazione Calcio Prato nelle competizioni ufficiali della stagione 1946-1947.

## Rosa
| N. |                    | Ruolo | Calciatore       |
| -- | ------------------ | ----- | ---------------- |
|    | Uruguay (bandiera) | A     | Raúl Banfi       |
|    | Italia (bandiera)  | P     | Renzo Bartolozzi |
|    | Italia (bandiera)  | D     | Moreno Cambi     |
|    | Italia (bandiera)  | A     | Gino Caramelli   |
|    | Italia (bandiera)  | A     | Cesare Cecchi    |
|    | Italia (bandiera)  | A     | Bruno Chiavacci  |
|    | Italia (bandiera)  | A     | Emilio Ferrari   |
|    | Italia (bandiera)  | C     | Severino Flebus  |
|    | Italia (bandiera)  | C     | Mario Genta      |
|    | Italia (bandiera)  | A     | Antonio Giordani |
|    | Italia (bandiera)  | P     | Gino Gori        |

| N. |                   | Ruolo | Calciatore         |
| -- | ----------------- | ----- | ------------------ |
|    | Italia (bandiera) | A     | Giuseppe Grilli    |
|    | Italia (bandiera) | D     | Antonio Nonis      |
|    | Italia (bandiera) | A     | Alfredo Notti      |
|    | Italia (bandiera) | C     | Gino Pasin         |
|    | Italia (bandiera) | D     | Gino Pucci         |
|    | Italia (bandiera) | D     | Rigoletto Puggelli |
|    | Italia (bandiera) | D     | Romeo Rossi        |
|    | Italia (bandiera) | A     | Erode Toffanetti   |
|    | Italia (bandiera) | D     | Ottaviano Toso     |
|    | Italia (bandiera) | A     | Mario Vannini      |
|    | Italia (bandiera) | A     | Bruno Zalateu      |